# Indulis Emsis
Indulis Emsis, né le 2 janvier 1952 à Salacgrīva, alors en Union soviétique, est un homme d'État letton membre du Parti vert de Lettonie (LZP), qui fait partie de l'Union des verts et des paysans (ZZS).
Nommé ministre de l'Environnement en 1993, il conserve ce poste pendant cinq ans, et est élu député à la Saeima lors des élections de 1995. En 1998, il devient conseiller spécial du Premier ministre Vilis Krištopans, puis est élu au conseil municipal de Riga en 2000. Il est choisi quatre ans plus tard comme Premier ministre, devenant ainsi le premier écologiste de l'histoire à prendre la direction d'un gouvernement.
Il est renversé au bout de neuf mois, mais revient sur le devant la scène en 2006, comme président de la Saeima, un poste dont il démissionne moins d'un an plus tard, du fait de l'ouverture d'une enquête à son encontre.

## Biographie

### Études
Après avoir terminé ses études secondaires à Riga en 1970, il effectue des études supérieures de biologie à l'université de Lettonie, qu'il achève en 1975. Il obtient l'année suivante un poste d'associé de recherche auprès de l'association scientifique Silava, avant de décrocher, en 1986, un doctorat de biologie. En 1987, il est promu directeur du laboratoire de protection des travailleurs de son association, et le reste jusqu'en 1989.
Ayant en outre occupé le poste de vice-président du comité d'État soviétique de protection de la nature de Lettonie, il est nommé, en 1998, conseiller spécial du Premier ministre letton, Vilis Krištopans, pour les affaires de protection de l'environnement sans pour autant faire partie de son cabinet.

### Carrière politique

#### Les débuts: ministre de l'Environnement
Fondateur du Parti vert de Lettonie (LZP) en 1990, il est nommé ministre de la Protection de l'environnement le 3 août 1993 dans la coalition gouvernementale de Valdis Birkavs. Il est alors le premier écologiste nommé dans un gouvernement européen, et le premier ministre chargé de la protection de l'environnement en Lettonie. Il est reconduit l'année suivante dans le gouvernement de Māris Gailis, puis son titre est changé en ministre de l'Environnement lorsque Andris Šķēle prend le pouvoir, en 1995. Cette même année, il est élu député à la Saeima sur la liste conjointe entre le LZP et le Mouvement national de l'indépendance letton (LNNK), et président de son parti.
Il est également maintenu à son poste en 1997, quand Guntars Krasts devient, à son tour, Premier ministre. Il quitte le gouvernement le 26 novembre 1998, près de deux mois après avoir perdu son siège de député.

#### Conseiller municipal et député
Investi en 2000 comme candidat à la mairie de Riga par le LZP, il échoue à remplir cet objectif mais est tout de même élu au conseil municipal lors du scrutin de mars 2001. Il est alors désigné vice-président de la commission du Développement municipal, puis est réélu député aux élections d'octobre 2002 dans le cadre de la coalition de l'Union des verts et des paysans (ZZS).
Au sein de la Saeima, il occupe les postes de vice-président du groupe ZZS et président de la commission parlementaire des Affaires économiques, de l'Agriculture, de l'Environnement et de la Politique régionale.

#### Le premier chef de gouvernement écologiste
Le 9 mars 2004, Indulis Emsis devient Premier ministre de Lettonie à la tête d'une coalition gouvernementale rassemblant le Premier Parti de Lettonie (LPP), l'Union des verts et des paysans (ZZS) et le Parti populaire (TP), minoritaire avec 42 députés sur 100. Il est alors le premier écologiste dans le monde à diriger un gouvernement, et s'appuie pour ce faire sur le Parti de l'harmonie nationale (TSP). Bien qu'il soit issu d'un parti écologiste, il dirige un gouvernement de centre droit et présente des idées politiques relativement conservatrices.
Son gouvernement tombe dès le 28 octobre, lorsque la Saeima rejette, par 39 voix contre 53, son projet de loi de finances pour 2005,. Il est remplacé quatre jours plus tard par Aigars Kalvītis, et retourne siéger comme député.

#### Président de la Saeima et retraite
Il est réélu député lors des élections législatives du 7 octobre 2006, puis se présente à la présidence de la Saeima exactement un mois plus tard, à laquelle il est facilement élu face à Sandra Kalniete, par 74 voix contre 22. À ce titre, il préside le Parlement lorsque celui-ci élit Valdis Zatlers à la présidence de la République, le 10 juin 2007. Il démissionne cependant quelques semaines plus tard, le 21 août, après l'ouverture d'une enquête à son encontre pour faux-témoignages concernant des affaires de corruption et blanchiment d'argent.

## Source
- (en) Cet article est partiellement ou en totalité issu de l’article de Wikipédia en anglais intitulé « Indulis Emsis » (voir la liste des auteurs).